# Tề Tuyên công
Tề Tuyên công (chữ Hán: 齊宣公; ở ngôi: 455 TCN-405 TCN), tên thật là Khương Tích (姜積), là vị vua thứ 31 của nước Tề - chư hầu nhà Chu trong lịch sử Trung Quốc.
Ông là con trai của Tề Bình công – vua thứ 30 nước Tề. Năm 456 TCN, Tề Bình công mất, Khương Tích được lập lên nối ngôi, tức là Tề Tuyên công.
Quyền hành nước Tề đã lọt vào tay họ Điền từ đầu thế kỷ 5 TCN. Tề Tuyên công không có thực quyền, chỉ là vua bù nhìn nước Tề. Trong thời kỳ trị vì của ông, Điền Trang tử (Điền Bạch) làm tướng. Năm thứ 15 (441 TCN), Điền Bạch mất, con là Điền Hòa lên thay.
Năm thứ 43 (413 TCN), Tề xuất quân chinh phạt nước Tấn, phá hủy Hoàng Thành (nay là huyện Quan, tỉnh Sơn Đông), vây Dương Hồ (nay là huyện Đại Danh, tỉnh Hà Bắc). Năm sau (412 TCN) lại chinh phạt nước Lỗ, Cát, An Lăng. Năm thứ 48 (408 TCN), chiếm Thành Ấp (nay là huyện Tứ Thủy, tỉnh Sơn Đông) của Lỗ.
Năm 405 TCN, Tề Tuyên công mất. Ông ở ngôi được 51 năm. Con ông là Khương Thải được lập lên thay, tức là Tề Khang công.